# Los Angeles Clippers 2010-2011
La stagione 2010-11 dei Los Angeles Clippers fu la 41ª nella NBA per la franchigia.
I Los Angeles Clippers arrivarono quarti nella Pacific Division della Western Conference con un record di 32-50, non qualificandosi per i play-off.

## Roster
| N° | Naz.                   | Ruolo | Sportivo        | Anno | Alt. | Peso |
| -- | ---------------------- | ----- | --------------- | ---- | ---- | ---- |
| 1  | Stati Uniti (bandiera) | A     | Craig Smith     | 1983 | 201  | 113  |
| 3  | Stati Uniti (bandiera) | A     | Al-Farouq Aminu | 1990 | 206  | 98   |
| 4  | Stati Uniti (bandiera) | G     | Randy Foye      | 1983 | 193  | 95   |
| 5  | Stati Uniti (bandiera) | G     | Baron Davis     | 1979 | 191  | 95   |
| 8  | Stati Uniti (bandiera) | A     | Jamario Moon    | 1980 | 203  | 93   |
| 9  | Stati Uniti (bandiera) | C     | DeAndre Jordan  | 1988 | 211  | 113  |
| 10 | Stati Uniti (bandiera) | G     | Eric Gordon     | 1988 | 191  | 101  |
| 12 | Stati Uniti (bandiera) | G     | Eric Bledsoe    | 1989 | 185  | 86   |
| 13 | Stati Uniti (bandiera) | G     | Willie Warren   | 1989 | 193  | 92   |
| 15 | Stati Uniti (bandiera) | A     | Ryan Gomes      | 1982 | 201  | 116  |
| 25 | Stati Uniti (bandiera) | G     | Mo Williams     | 1982 | 185  | 84   |
| 31 | Stati Uniti (bandiera) | AC    | Jarron Collins  | 1978 | 211  | 116  |
| 32 | Stati Uniti (bandiera) | A     | Blake Griffin   | 1989 | 208  | 114  |
| 34 | Stati Uniti (bandiera) | A     | Brian Cook      | 1980 | 206  | 106  |
| 35 | Germania (bandiera)    | C     | Chris Kaman     | 1982 | 213  | 122  |
| 45 | Stati Uniti (bandiera) | GA    | Rasual Butler   | 1979 | 201  | 93   |
| 50 | Stati Uniti (bandiera) | A     | Ike Diogu       | 1983 | 203  | 113  |

## Staff tecnico
- Allenatore: Vinny Del Negro
- Vice-allenatori: Marc Iavaroni, Dean Demopoulos, Robert Pack
- Vice-allenatori per lo sviluppo dei giocatori: Dave Severns, Howard Eisley
- Preparatore fisico: Richard Williams
- Preparatore atletico: Jasen Powell
- Assistente preparatore: Johan Wang